# نهر سانتا كروز
نهر سانتا كروز (بالإسبانية:Río Santa Cruz "نهر هولي كروس") هو نهر رافد لنهر غيلا في جنوب أريزونا وشمال سونورا بالمكسيك. يبلغ طوله حوالي 184 ميلاً (296 كم).